# Atherigona nigriapicis
Atherigona nigriapicis este o specie de muște din genul Atherigona, familia Muscidae, descrisă de Shinonaga și Thinh în anul 2004.
Este endemică în Vietnam. Conform Catalogue of Life specia Atherigona nigriapicis nu are subspecii cunoscute.